# The Homesman
The Homesman è un film del 2014 diretto da Tommy Lee Jones.
Il film, di genere western, è l'adattamento cinematografico dell'omonimo romanzo del 1988 scritto da Glendon Swarthout.
La pellicola ha partecipato in concorso alla 67ª edizione del Festival di Cannes, dove è stata proiettata il 18 maggio 2014.

## Trama
1854. Mary Bee Cuddy è una giovane e tenace pioniera, originaria del Nebraska che vive isolata alla frontiera americana, nel bel mezzo del Far West. Scartata da tutti i rudi uomini della zona, ma in compenso ritenuta una donna in gamba e indipendente, Mary Bee si assume il difficile compito di trasportare tre donne malate mentalmente nell'Iowa, nell'Est, da dove provengono. Le tre donne hanno perso la ragione a causa delle difficoltà della vita di frontiera e del duro ambiente del West.
Nel viaggio, la diligenza su cui Mary Bee trasporta le donne si imbatte in un vecchio e rozzo vagabondo, George Briggs, al quale Mary Bee salva la vita dietro la promessa di aggregarsi alla compagnia per proteggere le donne dai pericoli del West. Il viaggio è difficile, avventuroso e ricco di sorprese e porterà i due, avvezzi alle chiuse leggi di frontiera, a compiere un percorso di maturazione generale.

## Produzione
Il budget del film è stato di circa 16 milioni di dollari.

### Riprese
Le riprese del film sono iniziate il 26 marzo e sono terminate il 24 maggio 2013 e si sono svolte negli Stati Uniti d'America, tra lo stato del Nuovo Messico e la cittadina di Lumpkin, in Georgia.

## Promozione
Il primo trailer del film è stato diffuso il 14 aprile 2014.

## Distribuzione
La pellicola è stata distribuita nelle sale cinematografiche statunitensi a partire dal 14 novembre 2014, mentre in Italia è arrivata nel 2016 nel mercato direct-to-video.

## Riconoscimenti
- 2014 - Festival di Cannes
  - Candidatura per la Palma d'oro
- 2014 - World Soundtrack Awards
  - Candidatura per il miglior compositore dell'anno a Marco Beltrami
- 2015 - Georgia Film Critics Association[3]
  - Candidatura per il miglior film prodotto in Georgia